# إعلان عن جريمة
إعلان عن جريمة (بالإنجليزية: A Murder Is Announced)‏ هي رواية بوليسية لأجاثا كريستي، نُشرت للمرة الأولى في المملكة المتحدة عن نادي كولنز للجرائم في يونيو 1950 وفي الولايات المتحدة عن دار دود وميد للنشر في الشهر نفسه. بيعت نسخة الإصدار البريطاني مقابل 8 شلنات و6 بنسات، أما نسخة الإصدار الأمريكي فكان سعرها 2.5 دولار أمريكي.
تضم الرواية محققة كريستي الشهيرة، الآنسة ماربل، وتُعتبر من كلاسيكيات رواية الجريمة. رُوِّج للكتاب بقوة إبان نشره في عام 1950 كونه كتاب كريستي الخمسين، غير أن هذا الترتيب في الحقيقة لا يكون صحيحًا إلا بأخذ مجموعات القصص القصيرة البريطانية والأمريكية في الحسبان. وكان قد سبق طرح حبكة الحكاية في قصة كريستي القصيرة التي تدور حول الآنسة ماربل بعنوان «المرافق»، حيث تعيش الشخصيات في ليتل بادوكس.

## القيمة الأدبية والأصداء
بعد خمس سنوات لم يراجع خلالها أيًا من روايات كريستي البوليسية، كان جوليان ماكلارين روس سخيًا في مدح الكتاب في عدد مجلة ذا تايمز ليتراري سبليمنت الصادر في تاريخ 23 يونيو 1950، حيث قال: «لطالما استحقت أي رواية جديدة تصدر لأجاثا كريستي أن تتصدر أي قائمة روايات بوليسية، وها هو كتابها الخمسون، بعنوان إعلان عن جريمة، يؤكد بصرامة على أحقيتها بعرش الأدب البوليسي. الحبكة مبدعة كعهدها، الكتابة أشد حذرًا، الحوار يجمع بين الحكمة وسرعة البديهة، في حين أن التشويق ينشأ منذ البداية تمامًا، ليستمر ببراعة وحِرفية حتى آخر ما تتكشف عنه الرواية: ولا شك أن القارئ الذي يحدس بهذا سيكون قارئًا ذكيًا. وعلى الرغم من إنصاف الآنسة كريستي الدقيق المعهود في توزيع أدلتها، فالانتباه الشديد للنص ضروري من أجل الوصول إلى حل صحيح للغز قبل أن ترفع الآنسةُ الداهيةُ ماربل النقابَ عن المجرم»، وتُختتم المراجعة بقوله: «في جعبة الآنسة كريستي العديد من المفاجآت إضافة إلى المفاجأة الرئيسية، وها هي مرة أخرى (إلى حد ما نستطيع أن نقوله دون إفساد المتعة على القارئ) تخوض تجربة جديدة من خلال خلقها لقاتل ضعيف رؤوف يتحمل رغم ذلك مسؤولية موت ثلاثة أشخاص: وكون شخصية كهذه قادرة على أن تبدو منطقية في التحليل الأخير هو أمر يستدعي مدح فطنة الكاتبة السيكولوجية وأصالة نظرتها».
وقال موريس ريتشاردسون في عدد 4 يونيو 1950 من صحيفة ذا أوبزرفر: «لقد اختارت من أجل كتابها الخمسين بيئة مكانية متمثلة بقرية سكنية حميمية مع ظهور متأخر لمحققتها المفضلة، الآنسة ماربل اللعوب حادة الذكاء ذات الشعر الفضي. ليس هذا العمل واحدًا من أفضل ما كتبت، لكنه يقدم ترفيهًا سلسًا جدًا. قد يحتفي رئيس الوزراء (كليمنت أتلي)، وهو من أشد معجبيها حماسة، بهذا اليوبيل على نحو مناسب من خلال تقليدها وسام الإمبراطورية البريطانية». (ولم تحصل كريستي على الوسام المذكور حتى عام 1971).
وقد نوّه نورمان شريبنل في عدد صحيفة الغارديان الصادر في 9 يونيو 1950 إلى أن هذا هو كتاب كريستي الخمسين وقال إن تعقّب الجريمة سارَ في «لعبة جماعية منسوجة ببراعة».
وعبّر ناقد مجهول الاسم عن رأيه في عدد 30 سبتمبر 1950 من صحيفة تورنتو ستار اليومية قائلًا: «تعرضُ إعلان عن جريمة كل الخفة البارعة وقوية الحبك التي تعوّد المرء على انتظارها من أجاثا كريستي. تتمتع رواية اليوبيل البوليسية هذه برشاقة وبراعة في البناء على نفس الطريقة التي تألقت أجاثا كريستي فيها طوال سنوات».
وقال روبرت بارنارد: «إعادة عمل فائقة الروعة على بيئة كريستي المكانية وإجراءاتها المعتادة، لا يشوبها سوى إفراط في القتل في النهاية. الكتاب مرتبط ارتباطًا بعيد الصلة بقصة «الرفيق» من مجموعة «ثلاثة عشر لغزًا» القصصية».
وفي مقالة «بينج!» في عدد مجلة إنترتينمنت ويكلي رقم 1343–1344 (26 ديسمبر 2014 – 3 يناير 2015)، اختار الكتّاب إعلان عن جريمة كواحدة من الكتب المفضلة لدى المجلة في قائمة «تسع روايات عظيمة لكريستي».

## ملخص الرواية

### الحبكة
القصة تبدأ أحداثها، بعد أن لاحظ الجيران في جريدتهم الصباحية عن وجود إعلان عن جريمة بجانب الإعلانات التجارية الأخرى، وقد كُتِبَ الإعلان على النحو التالي: "إعلان عن جريمة في لتل بادوكس في يوم الجمعة من 29 أكتوبر، في الساعة السادسة والنصف مساء برجاء يا أصدقائي الدعوة للمقربين فقط"، فيثير ذلك فضولهم ليقرروا بعدها زيارة الآنسة بلاكلوك في بيتها، متظاهرين بأنهم لم يقرؤوا الإعلان الذي تحدث عن الجريمة وأن زياراتهم تلك مجرد زيارة عابرة.
الغريب في الأمر أن الآنسة بلاكلوك وجميع من يسكن معها ليس له علم عن هذا الإعلان الذي بدا وكأنه مزحة ثقيلة، حيث ينكر كل من في البيت أنه له شأن من هذا الإعلان، أما الطاهية ميتزي فتصر على رأيها الإعلان هذا ماهو إلا مؤامرة ضدها قام بها النازيون لاغتيالها. فيبدأ مجيء الجيران واحداً تلو الآخر لزيارة الآنسة ليتي بلاكلوك، بدءاً من الكولونيل هارتشي وزوجته، ثم الآنسة سويتنام وإبنها إدموند، مروراً بالعانستين الحبيبتين الآنسة هينتشكليف ومارجاترويد، وأخيراً زوجة القسيس الآنسة هارمون الذي رفض زوجها القسيس المجيء لمنزل الآنسة بلاكلوك لانشغاله في بعض الأمور.
ثم تنطفيء الأنوار فجأة في الوقت الموعود، ويحدث هرج ومرج بين الحاضرين، حتى يدخل من الباب شخص مجهول ممسكاً بيده البطارية أو الكشافة التي تنير في الظلام، ولم يتمكن أحداً من الحضور الرؤية على الإطلاق بسبب الإضاءة القوية الموجهة للوجوه مباشرة في هذا الظلام الحالك، فصاح الشخص المجهول بصوت أجش، قائلا بلهجة أبطال الأفلام البوليسية: "إرفعوا أيديكم إلى الأعلى"، ثم يسمع الحضور ثلاثة اصوات لطلقات نارية، وتنتهي بعد ذلك بهدوء تام، وبلمسة سحرية تفتح إضاءات المنزل وحدها، ليجد الجميع أن الشخص الغريب الذي صاح بصوته ملقياً على الأرض وقد فارق الحياة، ومن الجانب الآخر الآنسة بلاكلوك تقف بعيداً وخائفة بعد أن كان أذنها اليمنى ينزف دماءاُ غزيراً.
فجاء المفتش كرادوك ليكشف عن هذا الجريمة التي تعد إلى حد كبير غريبة من نوعها، ففي أول الأمر، اعتقد أن رودي شيرتز (الشخص الذي فتح الباب، والذي أصبح مقتولاً) كان بنيته أن يقتل الآنسة بلاكلوك التي كان يزورها دوماً لإعطاءه مبلغ من المال، وكان هي من جانبها ترفض المساعدة، وفي ليلة الحادث حاول رودي قتل الآنسة بلاكلوك ولكن بعد أن فشل بذلك، قام بقتل نفسه منتحراً. لكن بعد التحقيق المطول، انتبه المفتش كرادوك أن رودي نفسه لم يكن هو حامل المسدس، وربما لم يكن في نية رودي قتل أحد، وأن هناك شخص آخر –إما أن يكون أحد الجيران، أو من الذين يعيشون في المنزل نفسه– قد حاول فعلاً قتل الآنسة بلاكلوك.
ثم تأتي الآنسة ماربل الآنسة الكهلة التي تهوى الأبحاث الجنائية وكشفها، بعد أن طلب منها الشرطة الحضور للكشف عن أسرار الجريمة، فتسكن الآنسة ماربل أخيراً في منزل القسيس، وتبدأ بسحب خيوط الجريمة رويداً رويداً.
يسأل المفتش كرادوك الآنسة ليتيشا بلاكلوك عن احتمالات التي من الممكن أن تكون السبب وراء هذه الجريمة، فتقول الآنسة بلاكلوك: أنها بعد فترة وجيزة جداً، ستصبح ثرية جداً وذات ملايين. فيسألها المفتش عن المقصود من كلامها، فتبدأ الآنسة بلاكلوك بشرح قصة حياتها، حيث أن أسرتها الإنكليزية تعيش في سويسرا البلد الأمن آنذاك، أما هي فعاشت في انكلترا في جو الحروب والمشاحنات السياسية، وكانت هي –أي الآنسة ليتيشا بلاكلوك– تعمل سكرتيرة خاصة للمليونير المشهور جويدلر، وقد ساعدته مراراً في حل أزماته ومشاكله المتعلقة بالأمور الإدارية، ولولاها، لما حافظ جويدلر على تلك الممتلكات الضخمة. فأضطرت ليتي الآنسة بلاكلوك ترك انكلترا لتعيش في سويسرا مع اختها المريضة والمشوهة شارلوت بلاكلوك، وكانت شارلوت دوماً مريضة حتى ماتت أخيراً. فعادت ليتيشا من حيث جاءت، إلى انكلترا، ثم يموت أيضاً مديرها جويدلر، تاركاً وراءه الثروات الهائلة، وقد حرم جويدلر أخته سونيا من أن ترث شيئاً من ملايينه لمشاكل أسرية بينهما، وهذه سونيا لديها توأمين بيب وإيما –ذكر وأنثى–. أما ثروة جويدلر فقد وجهت كلها لزوجته وقد اشترط ان تنتقل الثروة بعد أن تموت زوجته إلى الآنسة بلاكلوك، سكرتيرته، امتناناً لها على معروفها القديم.
وكان الكثير من سكان إنكلترا بعد الحرب العالمية الثانية قد قاموا بتغيير أسماءهم الأصلية بأسماء أخرى مزيفة، وقد كان من المحتمل جداً أن يكون أحد الجيران هو إما سونيا أو بيب أو إيما، المحرومين من الورث. وقد قاموا بتغيير أسماءهم الأصلية وجاءوا –أو جاء أحدهم– في ليلة الحادث للآنسة بلاكلوك وأراد قتلها قبل أن تموت أرملة جويدلر، لتتحول الملايين قسرياً وشرعياً لأبناء سونيا. بل أن هناك احتمالات أكبر أن المجرم ربما يكون هو أحد أفراد البيت نفسه، وخاصة بعد أن تخبرهم الآنسة بلاكلوك المحققون أنها شخصياً لا تعرف أي من سكان المنزل معرفة شخصية سوى صديقتها –صديقة الطفولة والصبا– الآنسة دورا بَنَر
وتتوالى الأحداث حتى يأتي يوم يكون فيه عيد ميلاد دورا بَنَر، ويأتي الزوار جميعهم مرة أخرى، ويذوق الجميع كعكة ميتزي الشهيرة التي يلقبها باتريك بكعكة الموت اللذيذ، لكن الأمر المحزن هو أن دورا تموت في اليوم التالي من الحفل بعد أن تناولت حبات الأسبرين المسمومة التي كانت موضوعة بجانب سرير الآنسة بلاكلوك. وهذه إشارة أن القاتل الخفي قد حاول ثانية قتل الآنسة بلاكلوك بتكمين السم داخل حبات الأسبرين التي تملكها هي –أي الآنسة بلاكلوك–.
بعد عدة أيام من موت دورا، تتناقش المحبوبتين الآنسة هينتشكليف والآنسة مارجاترويد وهما في منزلهما حول الضحيتان اللذان ماتا، بدءاً من السويسري رودي شيرتز، وأخيراً الضحية الجديدة دورا بَنَر، وكان حديثهما بصوت عالٍ جداً بحيث أنها قد تصل للخارج، وتنصح الآنسة هينتشكليف محبوبتها أن تتذكر أين كانت واقفة ليلة الحادث الأول، فأجابت أنها كانت تقف خلف الباب مباشرة، الباب الذي فتحه السويسري صائحاً بالجميع أن يرفعوا أياديهم، وقد رأت بعينها –أي الآنسة مارجاترويد– الوجوه حين قام السويسري بتوجيه الإضاءة نحوهم، وبذلك يكون من المحتمل جداً أن تكشف الآنسة مارجاترويد من هو الشخص الذي لم يكن في الغرفة وقت حلول الظلام فيها، وخاصة أن الدلائل البوليسية تشير أن القاتل كان هو أحد الأشخاص الموجودين بالمنزل وبطريقة خفية تسلل هذا القاتل خلف رودي شيرتز وقام بقتله، بدأت الآنسة مارجاترويد تستذكر الوجوه واحداً وراء الآخر، لم يقاطعها سوى رنين الهاتف الذي يقول للآنسة هينتشكليف أن كلبتها موجودة في المحطة وعليها أن تأتي الآن لتأخذها. وبينما الآنسة هانشلف خارجة، تمتمت الآنسة مارجاترويد بصوت مسموت: إنها لم تكن موجودة، فخرجت الآنسة هانشلف لتحضر كلبتها، حتى جاء المجرم –أو بالأحرى المجرمة– وقامت بخنق الآنسة مارجاترويد التي اكتشفت من هو الذي كان الشخض الغائب وقت ليلة الحادث، حتى ماتت شنقاً.
بدأ التحقيق مجدداً ضمن الأشخاص جميعهم، سواءً سكان المنزل أم لا، إنما اقتصر نطاق البحث هذه المرأة حول النسوة بسبب تلك الجملة التي قالتها مارجاترويد قبيل وفاتها. وفي التحقيق، تعترف جوليا سمسون أنها هي التوأم إيما، أما باتريك فهو باتريك حقيقي، وله صلة قرابة حقيقية أيضاً من الآنسة ليتي بلاكلوك، وكان السبب في تزييف شخصيتها أنها كانت بودها لو أن تتعاطف معها الآنسة بلاكلوك حين ترث ملايين خالها، وهي الملايين التي حرمت منها أمها، وحين سألتها الآنسة بلاكلوك عن أخيها التوأم بيب، أجابت بأنها لا تعرفه على الإطلاق وخاصة أنهما افترقا منذ الثالثة من عمرها.
وأثناء التحقيق التفت المحقق كرادوك إلى إدموند سوتنام، موجهاً تهمة إليه بأنه من المحتمل أن يكون هو التوأم بيب، بعد أن اعترفت جوليا أنها هي التوأم إيما، وفي هذه الأثناء تتقدم فليبيا، البستانية والمقيمة لدى الآنسة بلاكلوك، وتعترف بأنها هي التوأم بيب، وأن الجميع كان يعتقد أن بيب هو أخ وليس أخت، بسبب ذكورية الاسم، وقد تعمدت إخفاء شخصيتها حتى ترث الآنسة بلاكلوك الملايين، ثم تثير عواطفها لتساعدها في نفقة تعليم إبنها. بعد ذلك تأتي الطاهية ميتزي متقدمة نحو المفتش لتخبره أمام الجميع بأنها تعرف سراً قد خبأته منذ ليلة الحادث الأولى وأن القاتلة التي قتلت رودي شيرتز هي ليست إلا الآنسة بلاكلوك نفسها، إنصدم الجميع حيال هذه التهمة اللامبرر لها.

### النهاية
تأتي الآنسة ماربل، كاشفة أسرار الجريمة، لتثبت للجميع أن الآنسة بلاكلوك هي فعلاً المجرمة الحقيقية، وأنها قتلت الضحايا الثلاثة، رودي شيرتز، وصديقتها المفضلة دورا بَنَر، وأخيراً مارجاترويد. وقبل أن تبدأ بسرد الأدلة اشارت للجميع أن الآنسة ليتي، هي ليست ليتيشا بلاكلوك كما يتصورها الجميع، إنما هي شارلوت بلاكلوك، الأخت المريضة والمشوهة والتي يُعتقد أنها ماتت في سويسرا، أما ليتيشا الحقيقية، ليتيشا السكيرتيرة، ليتيشا التي سترث الملايين، هي الآنسة بلاكلوك الميتة. ثم تسرد الآنسة ماربل الأدلة على شكل التالي:
–كانت شارلوت مريضة بسبب الأورام التي تكاثرت حول رقبتها مما أدى إلى تشوه منظرها وعزلها عن الناس، فجاءت إليها أختها ليتيتا لتعالجها على حسابها، فشفيت شارلوت بعد مرضها تماماً، ولكن بعد ذلك بفترة ماتت ليتيشا بسبب مرض مجهول، تقدمت شارلوت للسكن في إنكلترا باسم أختها المزيف ليتيشا، وهذا كله لأجل ملايين أختها التي ستأتي قريباً بعد موت أرملة جويدلر. ولم يكن أحد سيشك فيها، وخاصة أن الأخت المريضة هي دوماً شارلوت وليست ليتيشا.
–منذ بداية القصة حتى نهايتها تكون الآنسة بلاكلوك –شارلوت– تضع عقد لؤلؤياً حول رقبتها، لتخفي آثار العملية، التي جرتها، حتى لا يكشف أمرها.
– قامت الآنسة بلاكلوك بسرقة المسدس الخاص لكولونيل هارتشي، لتنفذ فيه عملية قتل رودي شيرتز. مما حدا بالمفتشين ان يشكوا بالكولونيل نفسه.
– وافقت الآنسة شارلوت بلاكلوك على إحضار الأخوين بارتيك وجوليا –والتي كان يعتقد أنها جوليا فعلاً– إلى بيتها للإقامة معها، لأن الأخوين لا يعرفناها، فالقرابة العائلية بينهما بعيدة، ثم أن الأخوين سينادونها بالعمة ليتي، وهذا سيؤكد شخصيتها المزيفة أمام الجيران إذا تطلب الأمر.
–رودي شيرتز كان يعمل ممرضاً لدى شارلوت، وحينما غادر إلى انكلترا هربا من الحكومة السويسرية، بدأ يندفع بالحديث مع شارلوت حين رأها للوهلة الأولى. فخشيت الآنسة بلاكلوك من أن يفتضح أمرها من قبل هذا الشخص، لذا اضطرت بعد ذلك بأن توقعه في كمين يؤدي إلى موته بأن تخبره بأنه سيكون في بيتها دعابة جديدة من نوعها، وهي الإعلان عن جريمة، وأقنعت رودي شيرتز أنها مجرد حفلة للتسلية والمرح لا أكثر ولا أقل. لكن ما كان يدور في خلد شارلوت هي التخلص من هذا السويسري الذي سيضيع فرصتها الثمينة إذا كشفها يوماً عن حقيقتها.
–دورا بَنَر، كانت لديها صداقة عميقة جداً مع الأختين شارلوت وليتيشا، ولكن بعد سنين طويلة، أصحبت غير قادرة على انفاق نفسها، فترجت صديقتها شارلوت أن تسكن معها في المنزل، فوافقت فوراً، ولكن بشرط أن تساعدها دورا على فهم الحقيقة، وهي أن تساعدها على إخفاء شخصيتها، فشارلوت اليوم أصبحت ليتيشا، لقد ماتت ليتيتا وانتهى الأمر، لما عليها إذن أن تضيع تلك الثروة! فتفهمت دورا وأبدت موافقتها فوراً، ولكنها كانت دوماً ترتكب الأخطاء حين كانت تناديها باسم المدلل لأختها الميتة لوتي، بدلاً من ليتي. وصارت تكشف الأدلة على جهل من أمرها، التي حصلت في ليلة الحادث، والتي من شأنها قد تكشف جريمة الآنسة بلاكلوك. واضطرت بعدها –أي شارلوت– أن تتخلص منها، بعد أن وضعت السم في أقراص الإسبرين التي تملكها، وقد كانت تعلم جيداً بأن دورا ستصاب بالصداع إذا تذوقت كعكة الموت اللذيذ التي تعدها ميتزي الغنية بالدسم والسكر، وبذلك تكون قد تخلصت من دورا أولاً، وثانياً أنها جعلت المفتشين يتأكدون فعلاً أن هناك قاتل ينتظر موت الآنسة بلاكلوك، ولكنها –أي شارلوت– آثرت على نفسها أن تموت صديقتها العزيزة، لذا جعلتها تموت وهي سعيدة في ليلة ميلادها، ودون أي ألم.
– وأخيراً كان مقتل مارجاترويد هو أمر لابد منه، بعد أن اكتشفت أن الآنسة بلاكلوك نفسها، لم تكن في الغرفة وقت الحادث.
ثم وفي نهاية القصة، يتزوج الحبيبين فيليبا–بيب– وإدموند، والحبيبين الآخرين جوليا–إيما– وباتريك، بعد أن ورثا الملايين خالهما، بعد أن تتوفى أخيراً أرملة جويدلر في نهاية القصة.

## الشخصيات
- الآنسة سوتنهام، أرملة تعيش مع ابنها الوحيد إدموند
- إدموند سويتنام، شاب يهوى التأليف الأدبي
- الآنسة ليتيشا بلاكلوك، امرأة في الخمسينات من عمرها، ولها منزل خاص، وتنادى باسم المدلل لها: ليتي
- الكولونيل هارتشي إستر بروك، ضابط متقاعد كان يعمل بالهند يعيش مع زوجته
- الآنسة إستر بروك، زوجت الكولونيل هارتشي
- باتريك سيمسونز، له قرابة بعيدة للآنسة بلاكلوك، ويناديها عمتي
- جوليا سيمسونز، أخت باتريك
- الآنسة ميرجاترويد، امرأة تعيش في منزل بولدرز مع صديقتها الآنسة هينتشكليف
- الآنسة هينتشكليف، أو الملقبة بـهنش، تعيش مع صديقتها ميرجاترويد في منزلهما الخاص
- الأب جوليان هارمون، قسيس البلدة
- الآنسة هارمون، زوجة القسيس
- الآنسة دورا بَنَر، الملقبة بـبني الصديقة المفضلة للآنسة بلاكلوك، وتعيش معها في منزلها
- الآنسة فيليبا هايمز، أرملة وأم لإبن صغير، وهي بستانية تعمل لدى أسرة آل لوكاس، وقامت بتأجير غرفة في منزل الآنسة بلاكلوك
- ميتزي، طاهية أجنبية تخدم في منزل الآنسة بلاكلوك، عصبية المزاج بسبب ما فعله النازيون بحق أرواح أسرتها
- رودي شيرتز، شاب سويسري يعمل في فندق رويال سابا، ويعد الضحية الأولى في الرواية
- المفتش ديرموت كرادوك، المحقق الرئيسي في القضية.
- الآنسة ماربل
- الآنسة ميرنا هاريس، فتاة تعمل بمطبخ فندق رويال سابا، وصديقة لرودي شيرتز

## بعض الطرائف
– شخصية إدموند سويتنام، وهي الشخصية التي خلقتها أغاثا كريستي في قصتها الإعلان عن الجريمة، كان شاب في الثامنة والعشرين من عمره، يهوى الآداب والروايات الفنية، وفي إحدى الفقرات أشارت بإن إدموند يكتب قصته المسماة بـذاكرة الأفيال، وبعدها بفترة، قامت أغاثا كريستي بكتابة رواية بوليسية جديدة تحمل نفس الاسم.
– كعكة الموت اللذيذ، وهي الكعكة التي تعدها الطاهية ميتزي في هذه القصة، الطريف بالأمر أن الكعكة هذه هي كعكة حقيقية تذوقتها أغاثا كريستي في منزل أحد الأصدقاء، وقد كتبت في مقدمة هذه الرواية، في صفحة الإهداء، أنها تهدي هذه الرواية لصديقها الذي أعد لها كعكة الموت اللذيذ.

## أفلام ومسرحيات مقتبسة
- في عام 1977 مثلت هذه الرواية على المسرحية.
- في عام 1985 أنتج أول فيلم طبقاً لهذه الرواية على يد المخرج البريطاني دافيد جيلز، بإنتاج من بي بي سي وقد قامت الممثلة البريطانية جوان هيكسون بتمثيل دور الآنسة ماربل، وأما الممثلة أرسولا هويلز بدور الآنسة بلاكلوك.
- وفي عام 2005 أنتج الفيلم مرة أخرى من قبل شبكة آي تي في، فقد أدت جيرالدين ماك إيوان بدور الآنسة ماربل، وأدت دور الآنسة بلاكلوك الممثلة البريطانية زوي وانماكر، في حين قام الممثل النرويجي كرستيان بدريسن بدور رودي شيرتز. وقام بإخراج الفيلم المخرج البريطاني جون ستريكلاند.

تختلف الرؤية الأخيرة للفيلم التي أنتجت عام 2005 وبصورة كبيرة وعميقة عن الفيلم الأول وبل عن الرواية نفسها، فقد أعيدت السيناريو القصة جذرياً وتبديل بعض الفقرات، وإزالة وإضافة مشاهد كثيرة، لكن جوهر القصة لا تزال على حالها، في حين أن هناك شخصيات كثيرة حذفت من الفيلم، فقد أزيلت الشخصيتان القسيس وزوجته، وكذلك زوجة الكولونيل هارتشي، مع الاحتفاظ بشخصيتها كزوجة هاجرت زوجها الكولونيل مدمن الكحول. أما الآنسة سويتنام، أصبحت أقل هرماً وكهولة، وتحاول بشتى الطرق أن تتقرب من الكولونيل ليتزوجها، في حين أن إبنها إدموند له صورة تختلف جذرياً عن الفيلم الأول أو الرواية، فهو لا يهوى التأليف الأدبي، ولا يميل عاطفياً لفيليبا، ويحاول بجميع وسائله أن يبعد أمه عن الكولونيل، مما حدا به أن يفضحه أمام الشرطة أنه هو مالك المسدس الذي قتل به رودي شيرتز. وأما المحبوبتين هانشليف ومارجاترويد فأصبحتا أصغر سناً، وأكثر شباباً وحيوية، ورومانسيتين بصورة واضحة لدى المشاهد. في حين شخصية المفتش كرادوك أصبحت اقل حدة وجدية مما كان عليه سواءً في الفيلم الأول أو الرواية.

## الترجمة العربية
- إعلان عن جريمة، مكتبة جرير.[7]
- إعلان بالقتل، الحرية للنشر والتوزيع.
- الجرائم الثلاث، دار ميوزيك للنشر.

## وصلات خارجية
- لا بيانات لهذه المقالة على ويكي بيانات تخص الثقافة
- معلومات حول الرواية في الموقع الرسمي لأغاثا كريستي (باللغة الإنجليزية).
- معلومات حول حلقة مسلسل أغاثا كريستي ماربل المقتبسة من الرواية (باللغة الإنجليزية).